# Heike Wezel
Heike Wezel (ur. 19 października 1968 w Klingenthal) – niemiecka biegaczka narciarska, reprezentująca też NRD, trzykrotna medalistka mistrzostw świata juniorów.

## Kariera
W 1987 roku wystąpiła na mistrzostwach świata juniorów w Asiago, gdzie była dziesiąta w biegu na 15 km techniką klasyczną, a w sztafecie zdobyła srebrny medal. Podczas rozgrywanych rok później mistrzostw świata juniorów w Saalfelden była najlepsza w sztafecie, a w biegu na 15 km zajęła drugie miejsce.
W Pucharze Świata pierwsze punkty zdobyła 18 lutego 1990 roku w Pontresinie, zajmując 15. miejsce w biegu na 15 km stylem dowolnym. Jeszcze wielokrotnie startowała w zawodach tego cyklu, najlepszy wynik osiągając 17 marca 1990 roku w Vang, gdzie była czwarta w biegu łączonym. W klasyfikacji generalnej sezonu 1989/1990 zajęła 24. miejsce. W 1989 roku wystąpiła na mistrzostwach świata w Lahti, zajmując jedenastą pozycję w biegu na 15 km klasykiem.
W 1992 roku wystąpiła na igrzyskach olimpijskich w Albertville, zajmując między innymi ósme miejsce w sztafecie, 17. miejsce biegu na 5 km klasykiem oraz 19. miejsce w biegu na 15 km stylem klasycznym. Rok wcześniej była piąta w sztafecie na mistrzostwach świata w Val di Fiemme. Ponadto w tej samej konkurencji zajęła dziesiąte miejsce podczas mistrzostw świata w Falun w 1993 roku.

## Osiągnięcia

### Igrzyska olimpijskie
| Miejsce | Dzień     | Rok  | Miejscowość | Konkurencja             | Czas biegu | Strata   | Zwyciężczyni      |
| ------- | --------- | ---- | ----------- | ----------------------- | ---------- | -------- | ----------------- |
| 19.     | 9 lutego  | 1992 | Albertville | 15 km stylem klasycznym | 42:20,8    | +3:29,8  | Lubow Jegorowa    |
| 17.     | 13 lutego | 1992 | Albertville | 5 km stylem klasycznym  | 14:13,8    | +50,3    | Marjut Lukkarinen |
| 25.     | 15 lutego | 1992 | Albertville | 5+10 km pościgowy       | 40:07,7    | +3:14,9  | Lubow Jegorowa    |
| 8.      | 17 lutego | 1992 | Albertville | Sztafeta 4 × 5 km       | 59:34,8    | +2:47,8  | WNP               |
| 32.     | 21 lutego | 1992 | Albertville | 30 km stylem dowolnym   | 1:22:30,1  | +11:04,1 | Stefania Belmondo |

### Mistrzostwa świata
| Miejsce | Dzień     | Rok  | Miejscowość   | Konkurencja             | Czas biegu | Strata   | Zwyciężczyni      |
| ------- | --------- | ---- | ------------- | ----------------------- | ---------- | -------- | ----------------- |
| 5.      | 14 lutego | 1991 | Val di Fiemme | Sztafeta 4 × 5 km       | 55:36,6    | +2:10,9  | ZSRR              |
| 39.     | 19 lutego | 1993 | Falun         | 15 km stylem klasycznym | 44:49,0    | +5:23,0  | Jelena Välbe      |
| 54.     | 21 lutego | 1993 | Falun         | 5 km stylem klasycznym  | 14:07,6    | +1:38,7  | Łarisa Łazutina   |
| 10.     | 25 lutego | 1993 | Falun         | Sztafeta 4 × 5 km       | 54:15,7    | +3:42,2  | Rosja             |
| 43.     | 27 lutego | 1993 | Falun         | 30 km stylem dowolnym   | 1:22:41,3  | +10:26,9 | Stefania Belmondo |

### Mistrzostwa świata juniorów
| Miejsce | Dzień    | Rok  | Miejscowość | Konkurs                | Wynik   | Strata  | Zwyciężczyni       |
| ------- | -------- | ---- | ----------- | ---------------------- | ------- | ------- | ------------------ |
| 2.      | 6 lutego | 1987 | Asiago      | Sztafeta 3 × 5 km      | 41:26,9 | +16,5   | ZSRR               |
| 10.     | 8 lutego | 1987 | Asiago      | 15 km stylem dowolnym  | 39:59,0 | +3:06,1 | Jelena Trubicyna   |
| 14.     | 3 lutego | 1988 | Saalfelden  | 5 km stylem klasycznym | 14:33,6 | +58,4   | Tatjana Bondariewa |
| 1.      | 6 lutego | 1988 | Saalfelden  | Sztafeta 3 × 5 km      | 43:06,5 | -       | -                  |
| 2.      | 7 lutego | 1988 | Saalfelden  | 15 km stylem dowolnym  | 40:30,7 | +26,9   | Gabriele Heß       |

### Puchar Świata

#### Miejsca w klasyfikacji generalnej
- sezon 1989/1990: 24.
- sezon 1990/1991: 25.

#### Miejsca na podium
Wezel nigdy nie stała na podium zawodów PŚ.